# Roderic van Sint-Bertijns
Roderic van Sint-Bertijns (overleden in juli 1042) was een abt en hervormer van de Sint-Bertijnsabdij in Sint-Omaars van 1021 tot 1042.

## Achtergrond
Roderic van Sint-Bertijns kwam uit de aristocratische middenklasse en koos ervoor om tot het kloosterleven toe te treden als monnik. In 1021 werd hij benoemd tot abt van de Sint-Bertijnsabdij. Hij behoorde tot de eerste generatie van hervormingsgezinde abten die instonden voor institutionele, spirituele en economische vernieuwingen. Het geboortejaar van Roderic is onbekend, maar hij stierf in juli 1042.

## Leven als monnik

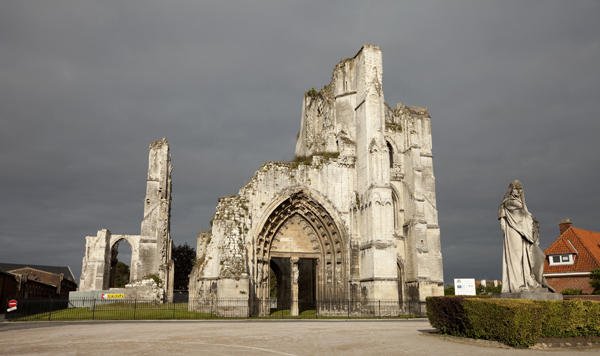
Ruïnes van de Sint-Bertijnsabdij

Voordat Roderic abt werd van Sint-Bertijnsabdij (ook wel bekend als Sithiu), leefde hij als monnik in de Abdij van Sint-Vaast, gelegen in Arras. Deze abdij stond onder leiding van Richard van Saint-Vanne, een Lotharingse benedictijnse hervormer, bij wie hij ook leerling was. Roderics functie binnen de Abdij van Saint-Vaast was die van administratieve prior.

## Tijdens zijn abbatiaat

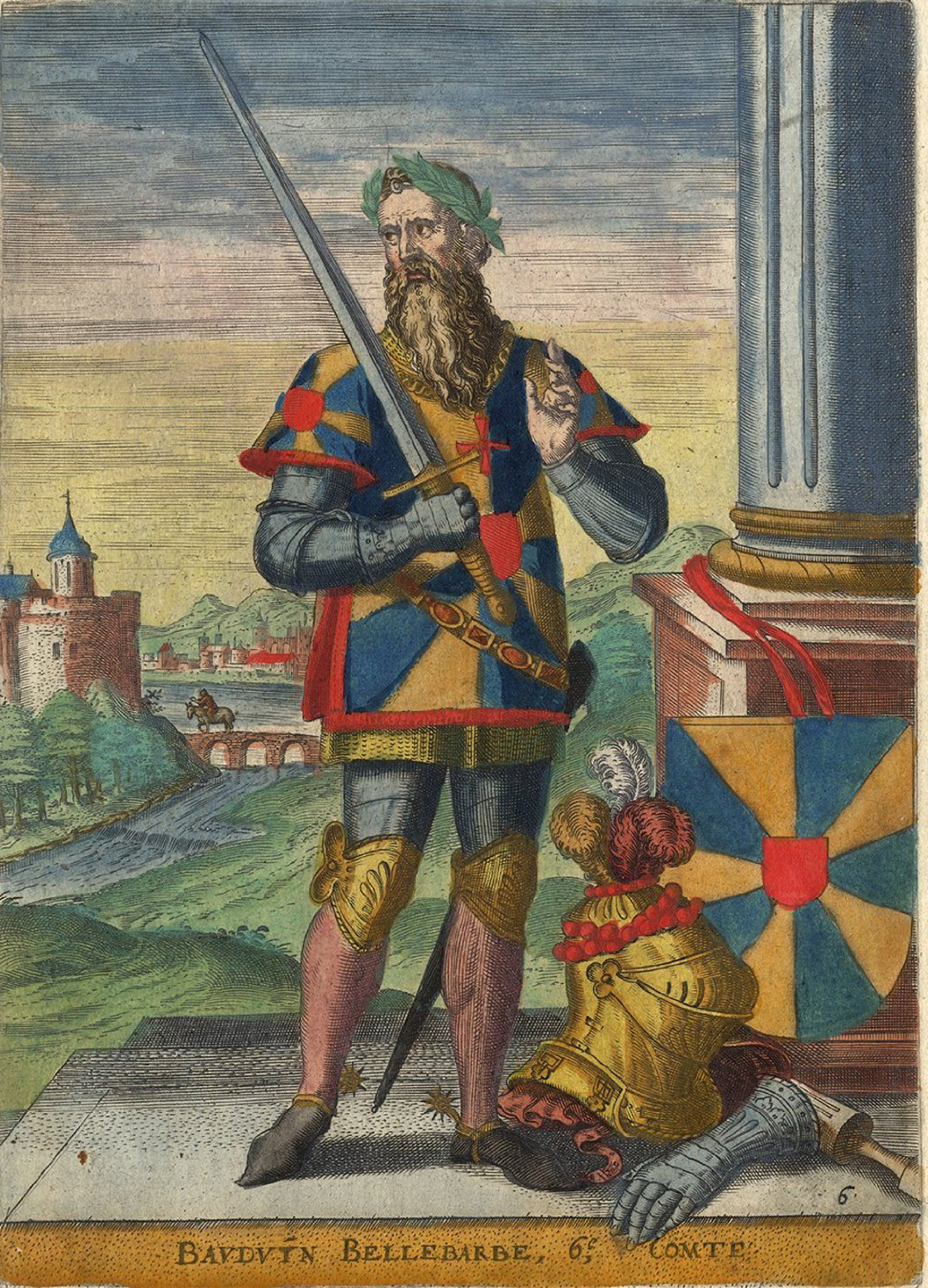
Boudewijn IV van Vlaanderen

In 1021 stelde Boudewijn IV van Vlaanderen Roderic aan als abt van de benedictijnse de Sint-Bertijnsabdij. De graaf wou de abdij laten hervormen volgens de regel van Benedictus. De abdij stond voordien onder leiding van abten die het monastieke leven minder strikt opvolgden. De monniken wouden in de eerste helft van zijn regering de strikte hervormingen die hij hen wou opleggen niet volgen. Volgens de kroniek van Simon van Gent, een monnik uit de twaalfde eeuw, kon Roderic al deze spanningen overwinnen door goddelijke interventie en zou de gemeenschap onder hem bloeien. In het begin gebeurde dit ook, maar na een stabiele periode van ongeveer 10 jaar, kreeg de abdij te maken met een aantal obstakels. In 1033 brandde de kerk van de abdij af, vervolgens brak er kort nadien een epidemie uit die waarschijnlijk de helft van de gemeenschap het leven kostte. Tot slot waren er ook nog spanningen tussen Roderic en de lekenadvocaat van de abdij, Gerbodo en deze zouden uitmonden in een grote crisis. Deze kon enkel onder toezien van Boudewijn V van Vlaanderen beslecht worden met een opgestelde regeling. Deze voorafgaande conflicten bracht hem dichter bij de monniken van de abdij, wat het mogelijk maakte om de hervormingen volgens de regel van Benedictus door te voeren met weinig verzet. Na het einde van zijn abbatiaat in 1042 werd hij opgevolgd door Bovo.

## Werk buiten de Sint-Bertijnsabdij
In 1022 was Roderic ook actief in een tweede abdij, namelijk in de Abdij van Sint-Winoksbergen (gebouwd in 1020).  Graaf Boudewijn IV stelde aanvankelijk kanunniken aan in deze abdij, maar deze werden als snel beschuldigd van hebzucht. Hierdoor werden ze vervangen door een gemeenschap van benedictijnse monniken onder leiding van Roderic. Tijdens zijn verblijf in Sint-Winoksbergen stond ene Germanus hem bij, aangezien Roderic nu de leiding had over twee gemeenschappen. Hij onderwierp deze gemeenschap aan de Sint-Bertijnsabdijbdij en nam ontslag in 1029. Na zijn ontslag benoemde hij Germanus als opvolger. In 1040 kwam Roderic van Sint-Bertijns via de bisschop van Terwaan in het bezit van de kerk gelegen in de kustplaats Gravelines. Volgens een oorkonde was deze kerk gewijd aan Sint-Folcuin.